# Бережная, Любовь Ивановна
Любовь Ивановна Бережная (Одинокова, род. 24 июля 1955, Отрадный, Куйбышевская область) — советская гандболистка, играла на позиции нападающей.

## Биография
В детстве занималась легкой атлетикой и баскетболом, легкой атлетике посвятила 4 года. В секцию гандбола пришла в возрасте 13 лет по приглашению тренера и будущего мужа Владимира Одинокова, который приехал в Отрадный в 1970 году и открыл в городе первую гандбольную секцию. В 1971 году стала лучшим бомбардиром чемпионата Куйбышевской области. В 1972 году в составе сборной РСФСР Любовь Бережная приняла участие в 22-й Всесоюзной спартакиаде школьников. В 1973 году переехала в город Красноярск, где стала выступать за команду «Цветмет» (тренеры Константин Великов и Валентин Телятников). Из команды «Цветмет» была зачислена в молодежную сборную страны. Во время подготовки к Олимпийским играм перевелась в базовую команду страны «Ростсельмаш» (Ростов-на-Дону). В 1976 году получила приглашение в сборную СССР, в этом же году впервые становиться олимпийской чемпионкой. Через 4 года в Москве выигрывает второе Олимпийское золото.
Выступала за «Буревестник» (Красноярск), с 1976 года — «Ростсельмаш» (Ростов-на-Дону), с 1978 года — «Спартак» (Киев).
В настоящее время вместе с супругом проживает в Норвегии, в которую переехала в начале 1990-х годов, занимается тренерской деятельностью. Сын Одиноковых — Владимир — также занимался гандболом, проживает в Норвегии с женой и двумя детьми. Внук и внучка Любови Ивановны занимаются гандболом и хоккеем с шайбой.

## Достижения
- Заслуженный мастер спорта — 1976
- Чемпионка Летних Олимпийских игр 1976 года (в 5 матчах забросила 9 мячей)
- Чемпионка Летних Олимпийских игр 1980 года
- Чемпионка мира — 1982
- Серебряный призёр чемпионата мира — 1978
- Обладательница Кубка Европейских чемпионов — 1981, 1983, 1985
- Чемпионка СССР — 1978—1981, 1983, 1985
- Чемпионка Спартакиад народов СССР — 1979, 1983